# Navamorcuende
Navamorcuende é um município da Espanha na província de Toledo, comunidade autónoma de Castilla-La Mancha, de área 111 km² com população de 718 habitantes (2007) e densidade populacional de 6,38 hab/km².

## Localização
Localiza-se no norte da província de Toledo.
| Noroeste: Pedro Bernardo, Gavilanes, Almendral de la Cañada | Norte: Mijares, Sartajada                                   | Norseste: Almendral de la Cañada |
| Oeste: Arenas de San Pedro, Buenaventura                    |                                                             | Este: El Real de San Vicente     |
| Suroeste: Montesclaros                                      | Sur: Marrupe, Sotillo de las Palomas, Cervera de los Montes | Sureste: Hinojosa de San Vicente |

## Demografia
| Variação demográfica do município entre 1991 e 2004 | Variação demográfica do município entre 1991 e 2004 | Variação demográfica do município entre 1991 e 2004 | Variação demográfica do município entre 1991 e 2004 |
| --------------------------------------------------- | --------------------------------------------------- | --------------------------------------------------- | --------------------------------------------------- |
| 1991                                                | 1996                                                | 2001                                                | 2004                                                |
| 771                                                 | 765                                                 | 702                                                 | 708                                                 |